# Bischofszell
Bischofszell (toponimo tedesco) è un comune svizzero di 5 923 abitanti del Canton Turgovia, nel distretto di Weinfelden.

## Storia
Nel 1996 Bischofszell ha inglobato i comuni soppressi di Halden e Schweizersholz (tranne alcune frazioni, assegnate a Kradolf-Schönenberg) e la località di Stocken (fino ad allora frazione del comune di Gottshaus). Fino al 2010 è stato il capoluogo del distretto di Bischofszell, dal 2011 inglobato nel distretto di Weinfelden.

## Monumenti e luoghi d'interesse

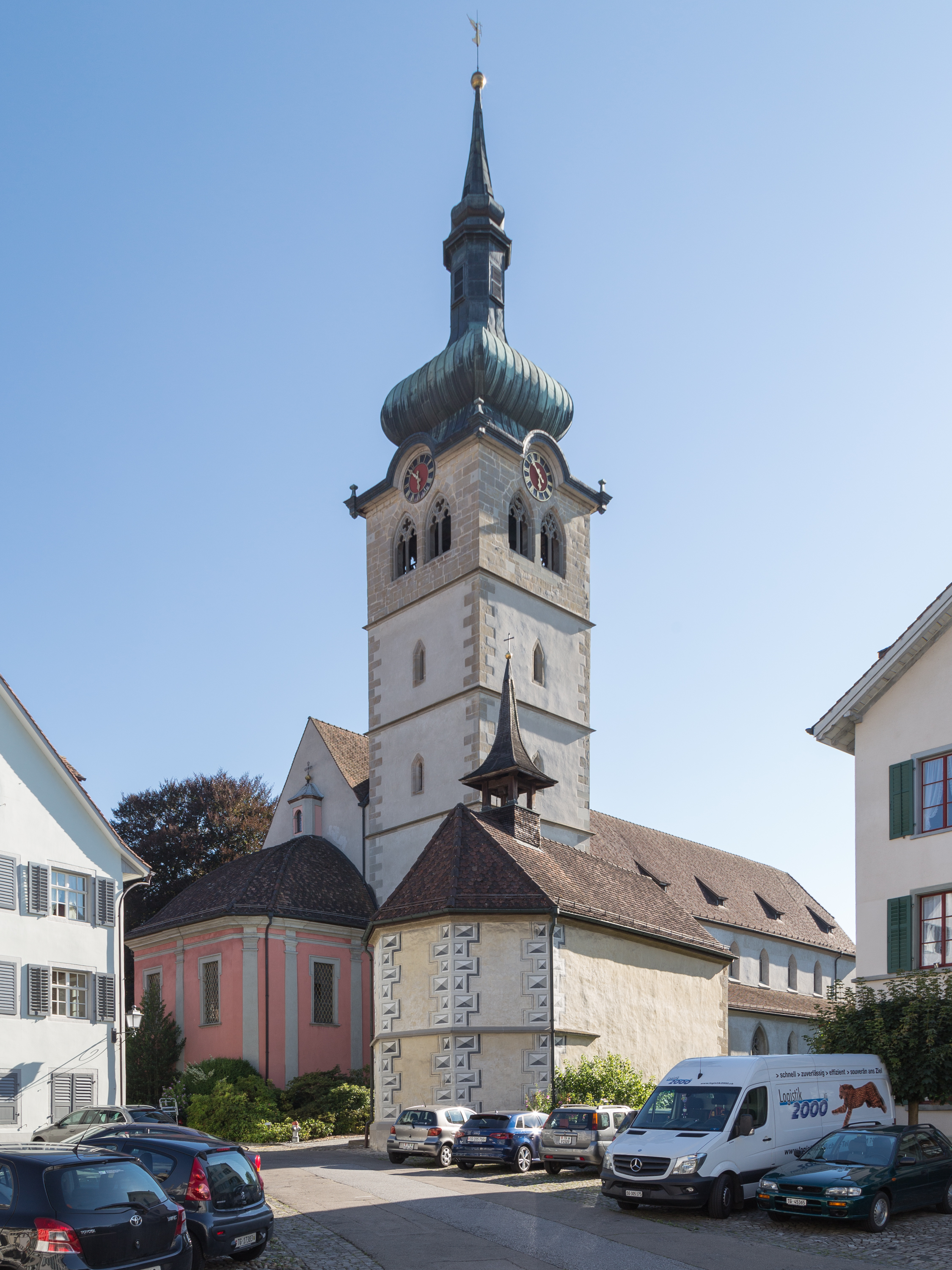
La chiesa cattolica di San Pelagio

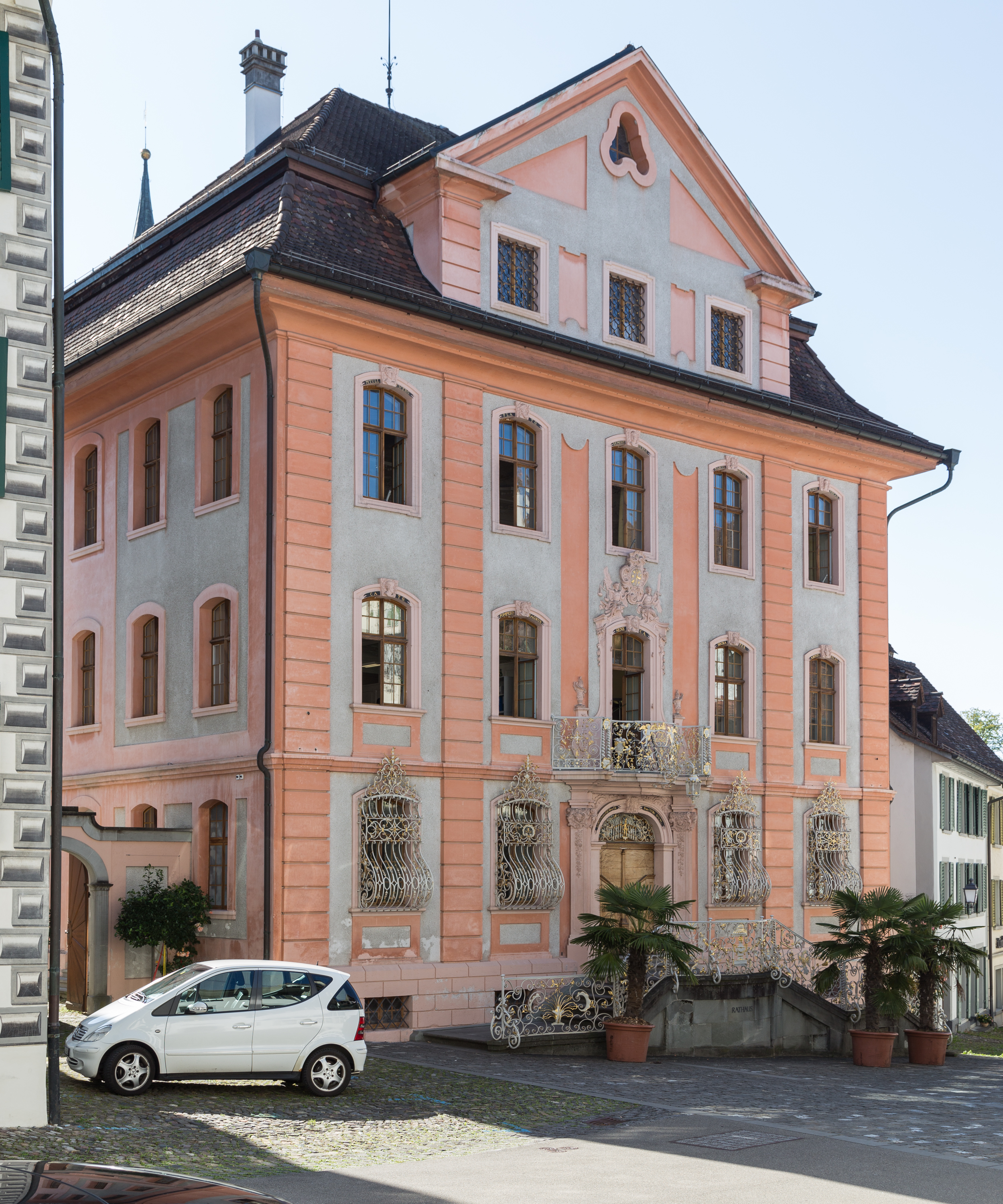
Il municipio

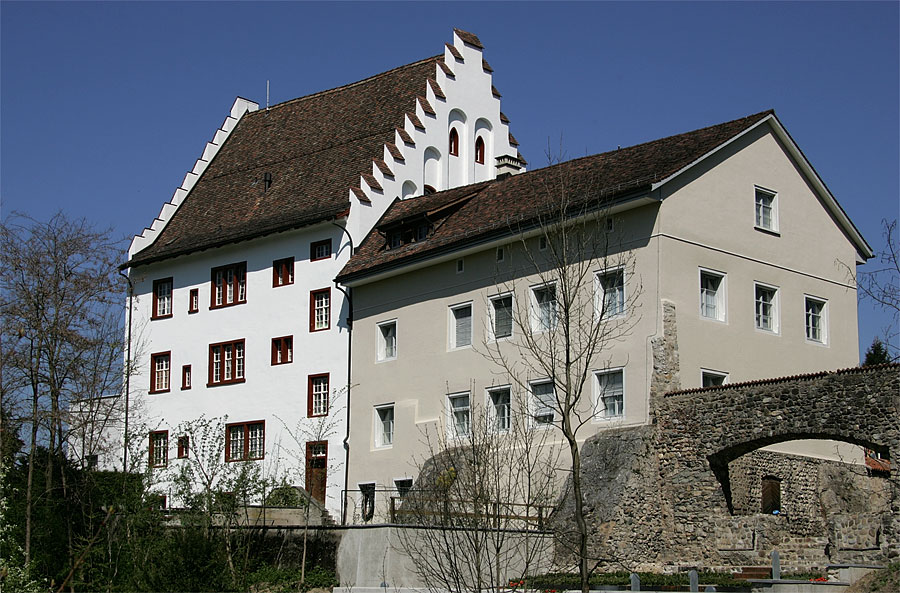
Il castello

- Chiesa cattolica di San Pelagio, eretta nel IX secolo e ricostruita nel XIV secolo[1];
- Municipio, eretto nel 1747-1750[1];
- Castello, attestato dal 1276 e ricostruito nel XVII-XVIII secolo[1].

## Società

### Evoluzione demografica
L'evoluzione demografica è riportata nella seguente tabella (dal 2000 con Halden e Schweizersholz):
Abitanti censiti

## Amministrazione
Ogni famiglia originaria del luogo fa parte del cosiddetto comune patriziale e ha la responsabilità della manutenzione di ogni bene ricadente all'interno dei confini del comune.

## Infrastrutture e trasporti
È servito dalle stazioni di Bischofszell Nord e Bischofszell Stadt sulla ferrovia Sulgen-Gossau.